# Jimmy Giuffre
Jimmy Giuffre (26. dubna 1921 Dallas, Texas, USA – 24. dubna 2008 Pittsfield, Massachusetts, USA) byl americký jazzový klarinetista, saxofonista, hudební skladatel a aranžér. Na klarinet začal hrát v devíti letech. V letech 1951–1953 byl členem domovské kapely hrající v kalifornském klubu Lighthouse Café, kde spolu s ním hráli i Shelly Manne a Shorty Rogers. Po ukončení spolupráce s klubem se stal členem doprovodné skupiny Shortyho Rogerse a následně se vydal na sólovou dráhu. V jeho prvním triu hrál kytarista Jim Hall a kontrabasista Ralph Pena. První, eponymní, album vydal v roce 1955 u vydavatelství Capitol Records a následovala řada dalších pro Atlantic Records, Verve Records a další. Spolupracoval s mnoha dalšími hudebníky, mei něž patří Sonny Stitt, Teddy Charles, Buddy DeFranco nebo Bob Brookmeyer.